# Ismaël Diomandé
Ismaël Diomandé (Abidjan, 28 agosto 1992) è un calciatore ivoriano, centrocampista svincolato.

## Carriera

### Club
Ha debuttato in Ligue 1 con il Saint-Étienne nella stagione 2011-2012.
Il 17 maggio 2016 il Caen esercita il diritto di riscatto.
Svincolato, il 24 luglio 2019 si trasferisce al Çaykur Rizespor, con cui firma un contratto biennale valido fino al 30 giugno 2021.

## Palmarès

### Club

#### Competizioni nazionali
- Coppa di Lega francese: 1

Saint-Étienne: 2012-2013

### Nazionale
- Coppa d'Africa: 1

Guinea Equatoriale 2015